# Uberto de' Olevano
Uberto de' Olevano (... – Messina, 1194) fu consigliere e fiduciario di Federico Barbarossa a cui nel 1164 l'Imperatore conferì i feudi di Olevano, Mortara, Torretta, Roventino ed Erbamara, come compenso dei suoi servigi.

## Biografia
Vari documenti danno vita alla multiforme attività di figura di primo piano di Uberto, sia come uomo politico, sia come giurista, negoziatore, ammiraglio. Fu dei maggiorenti che ebbero la responsabilità delle direttive politiche del forte comune di Pavia, di cui fu podestà nel 1159 e, come tale, strenuo difensore dell'idea imperiale. Nella primavera del 1164, al tempo della questione sarda, fu fra i nunzi imperiali inviati a condurre Barisone II di Arborea a Pavia, per essere incoronato Re di Sardegna. Nel 1192 era podestà di Como, dove fece edificare Porta Torre; nello stesso anno fu nominato podestà di Genova, dove pose fine alle rivalità fra le fazioni guelfe e ghibelline, pacificando la città. 

Investitura del comando supremo del mare fatta dalla Repubblica di Genova a Uberto, affresco nell'aula consigliare del Comune di Olevano

Il 12 gennaio 1194 presenziò alla solenne seduta di ratifica della pace conclusa in Vercelli fra l'imperatore e la Lega Lombarda. Quando il siniscalco Marcovaldo, mandato dell'imperatore Enrico VI, richiese ai genovesi di intervenire in Sicilia, fu nominato Capitano Generale a capo di un contingente di terra e di una flotta. La spedizione iniziò positivamente con la riconquista di Gaeta e Napoli, ma, giunta la flotta a Messina alla fine d'agosto del 1194 Uberto morì a causa di forti febbri e il 1º settembre, mentre la salma veniva trasportata per essere tumulata fuori città, i pisani tesero un'imboscata al corteo funebre. Sembra che i principali bersagli degli aggressori siano stati Bonifacio e il siniscalco imperiale, ma per loro fortuna uscirono illesi dall'agguato. Per evitare ulteriori imboscate, i funerali dell'ammiraglio non vennero celebrati.

## La famiglia Olevano

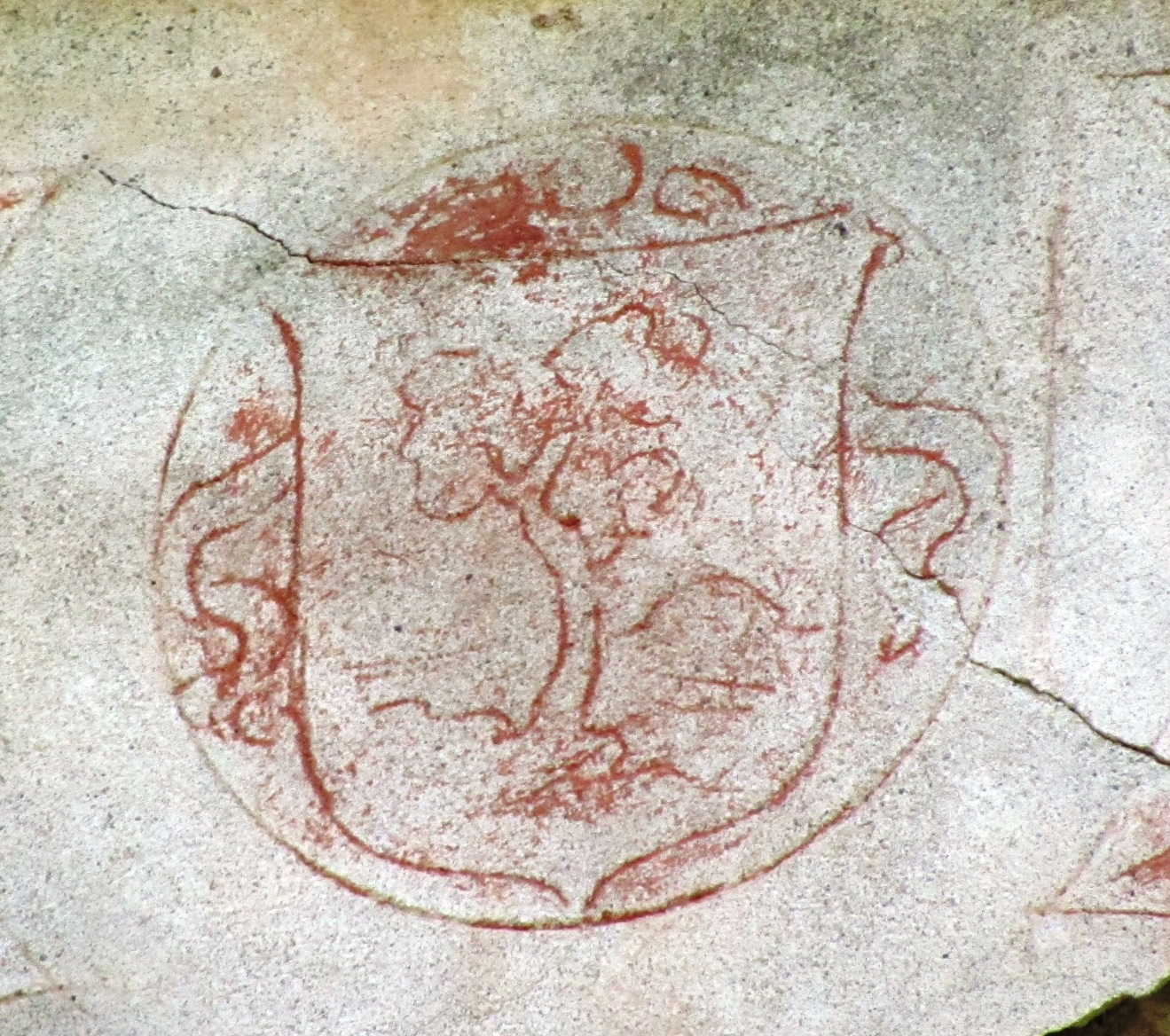
Stemma della famiglia Olevano dipinto sopra l'ingresso del Castello di Olevano

Da Uberto de' Olevano prese origine la potente famiglia dei nobili Olevano che ebbero gran voce nelle vicende di Pavia e del suo contado fino al secolo XVIII. Feudatari di numerose località del pavese e della Lomellina, persero i loro diritti feudali probabilmente nel corso del XV secolo, mantenendo sempre i loro possedimenti territoriali a Olevano e in tutte le località circostanti, da Mortara a Ceretto Lomellina, da Cergnago a Campalestro, dominando ininterrottamente dal poderoso fortilizio olevanese, che più volte ricostruirono e ampliarono. Nella famiglia si annoverano numerosi personaggi illustri come Antonio (ricordato in documenti del 1387 e del 1421), governatore di Alessandria e capitano dei Militi Catafratti; Bartolomeo II (citato nel 1494) ambasciatore presso Luigi XII di Francia; Bartolomeo III, prefetto di Mortara e Novara durante la dominazione di Carlo V, maestro dei militi e ambasciatore di Filippo II; Paolo Alessandro (secolo XVII) Console dei Conti Palatini investito più volte da Ferdinando III; Bartolomeo IV, senatore di Milano, che, verso la fine del Seicento, meritò per la famiglia il titolo marchionale. 
Fu nel Settecento che la presenza della famiglia Olevano si fece ancor più significativa nelle vicende pavesi, non solo in relazione alla vita politica, ma anche alla fiorente attività artistica a Pavia (Palazzo Olevano) e nel contado (Olevano di Lomellina, Cava Manara e Borgo San Siro). Il marchese Gerolamo III fu chiamato padre della patria perché rischiò più volte la vita per Pavia e nel 1746 impedì che la città fosse saccheggiata dagli ussari tedeschi. Contribuì alla fondazione del Pio Albergo Pertusati. Nella prima metà del XIX secolo, con la morte dei nipoti Bartolomeo, Alessandro e Francesco Olevano Confalonieri senza eredi diretti, la famiglia si estinse.